# Tropentarn
Le Tropentarn (camouflage tropical), anciennement connu sous le nom de Wüstentarn (camouflage dans le désert), est un motif de camouflage militaire utilisé par la Bundeswehr (armée de terre allemande) dans les régions arides et semi-arides.
Au lieu du motif à 5 couleurs des verts, marron et noir du motif Flecktarn pour les zones tempérées, il utilise seulement trois couleurs: une couleur de base du marron kaki, avec des taches de couleurs brun moyen et vert sombre.

## Histoire
En 2013, il a été rapporté que le Danemark avait envisagé de remplacer le motif de camouflage M84 par le Tropentarn. Il a été décidé par la suite que le MultiCam serait utilisé, sous le nom de M/11.

## Motif
Le nom officiel du Tropentarn est 3-Farben-Tarndruck der Bundeswehr (imprimé de camouflage tricolore de la Bundeswehr) - Au lieu des cinq couleurs vertes, brunes et noires du Flecktarn tempéré, le Tropentarn n'utilise que trois couleurs : une couleur de base de 70 % de kaki tan avec 20 % de brun moyen et 10 % de taches vertes foncées.

## Utilisateurs
- Allemagne[1]
- Arménie: Utilisé par les forces arméniennes de maintien de la paix en Afghanistan.[5]
- Slovénie[6]

## Galerie
|                                |
| Soldat allemanf en Afghanistan |

|                                                                |
| Un boonie hat allemand pour Climat aride/désertique Tropentarn |

| |
| Soldat américain en camouflage MultiCam (à gauche) et soldat allemand en camouflage Tropentarn (à droite) |

## Source
- (en) Cet article est partiellement ou en totalité issu de l’article de Wikipédia en anglais intitulé « Tropentarn » (voir la liste des auteurs).